# Raoul Walsh
Raoul Walsh (Nova Iorque em 11 de Março de 1887 - Califórnia em 31 de Dezembro de 1980) foi um diretor de cinema estadunidense.

## Biografia
Era filho de um desenhista de uma famosa casa de moda masculina e passou sua infância no centro de Manhattan conhecendo grandes nomes da época que eram clientes do seu pai.
Adolescente, foi morar no México e em Cuba até se tornar cavaleiro e vaqueiro no Oeste dos Estados Unidos da América. Estreou como vaqueiro em um filme do cinema mudo em 1914.
Em 1924 foi contratado por Douglas Fairbanks para dirigir "O Ladrão de Bagdá" e a partir daí só parou de dirigir em 1964 quando fez "A Distant Trumpet".
Nos últimos anos de sua vida ficou completamente cego, mas mantinha o bom humor e dizia que ainda podia desfrutar do canto dos pássaros e do perfume das flores.

## Filmografia parcial

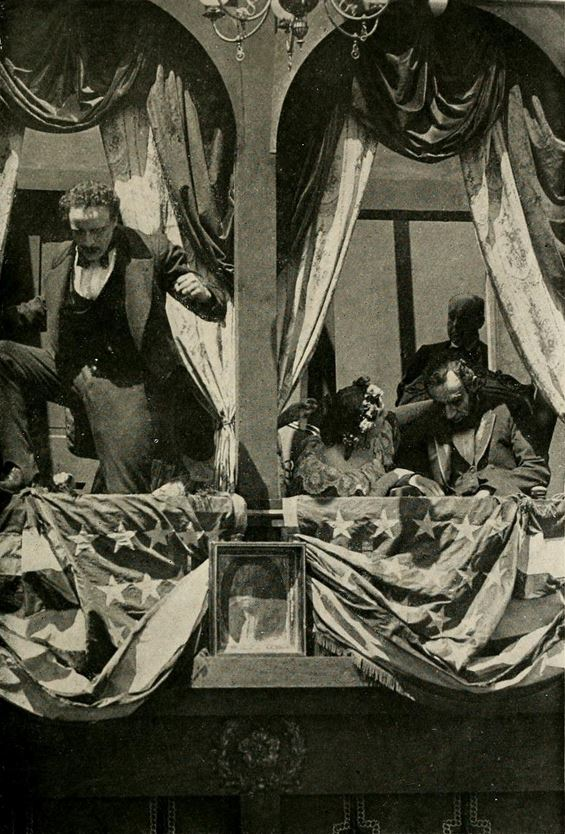
Walsh como John Wilkes Booth em O Nascimento de uma Nação (1915).

- The Pseudo Prodigal (1913), estreia como realizador
- The Life of General Villa (1914)
- The Mystery of the Hindu Image (1914)
- O Nascimento de uma Nação (1915)
- Regeneration (1915)
- Carmen (1915), com Theda Bara
- The Silent Lie (1917), também conhecido comoCamille of the Yukon
- Betrayed (1917)
- The Conqueror (1917)
- The Woman and the Law (1918), com Jack Connors, Miriam Cooper e Peggy Hopkins Joyce
- The Prussian Cur (1918)
- Evangeline (1919), com a sua esposa Miriam Cooper
- The Deep Purple (1920)
- Kindred of the Dust (1922)
- The Thief of Bagdad (1924), com Douglas Fairbanks e Anna May Wong
- What Price Glory (1926), o seu filme mudo com maior sucesso, com Victor McLaglen e Dolores del Río
- The Lucky Lady (1926)
- The Loves of Carmen (1927), com Dolores del Río
- The Monkey Talks (1927)
- Sadie Thompson (1928), com Gloria Swanson
- The Red Dance (1928), com Dolores del Río e Charles Farrell
- Me, Gangster (1928), estreia de Don Terry
- The Cock-Eyed World (1929)
- The Big Trail (1930), com John Wayne; primeira filmagem do filme em ecrã panorâmico e primeiro papel principal de Wayne
- The Man Who Came Back (1931), com Janet Gaynor e Charles Farrell
- The Yellow Ticket (1931), com Lionel Barrymore e Laurence Olivier
- Wild Girl (1932), com Charles Farrell, Joan Bennett, Ralph Bellamy e Eugene Pallette
- The Bowery (1933), com Wallace Beery, George Raft e Jackie Cooper
- Klondike Annie (1936), com Mae West e Victor McLaglen
- O.H.M.S. (1937)
- Jump for Glory (1937)
- St. Louis Blues (1939)
- The Roaring Twenties (1939), com James Cagney e Humphrey Bogart
- Dark Command (1940), com John Wayne, Roy Rogers e Gabby Hayes (1940)
- They Drive by Night (1940), com George Raft, Ann Sheridan, Ida Lupino e Humphrey Bogart
- High Sierra (1941), com Ida Lupino e Humphrey Bogart
- Uma Loira com Açúcar (1941), com James Cagney, Olivia de Havilland e Rita Hayworth
- They Died with Their Boots On (1941), com Errol Flynn e Olivia de Havilland
- Manpower (1941), com Edward G. Robinson, Marlene Dietrich e George Raft
- Desperate Journey (1942), com Errol Flynn e Ronald Reagan
- Gentleman Jim (1942), com Errol Flynn e William Frawley
- Northern Pursuit (1943), com Errol Flynn
- Uncertain Glory (1944), com Errol Flynn
- Objective, Burma! (1945), com Errol Flynn
- The Man I Love (1947), com Ida Lupino
- Pursued (1947), com Robert Mitchum e Teresa Wright
- Cheyenne (1947), com Dennis Morgan e Jane Wyman
- Silver River (1948), com Errol Flynn
- Fighter Squadron (1948), com Edmond O'Brien
- White Heat (1949), com James Cagney e Edmond O'Brien
- Colorado Territory (1949), com Joel McCrea, Virginia Mayo, Dorothy Malone e Henry Hull
- Captain Horatio Hornblower (1951), com Gregory Peck e Virginia Mayo
- Distant Drums (1951), marcante pelos seus efeitos sonoros inovadores
- The Enforcer (1951)
- Blackbeard the Pirate (1952), com Robert Newton, Linda Darnell e William Bendix
- The World in His Arms (1952), com Gregory Peck, Ann Blyth e Anthony Quinn
- Gun Fury (1953), com Donna Reed e Lee Marvin
- A Lion Is in the Streets (1953), com James Cagney e Lon Chaney Jr.
- The Lawless Breed (1953), com Rock Hudson
- Sea Devils (1953), com Rock Hudson
- Saskatchewan (1954)
- Battle Cry (1955)
- The Tall Men (1955), com Clark Gable e Jane Russell
- The Revolt of Mamie Stover (1956), com Jane Russell e Richard Egan
- The King and Four Queens (1956), com Clark Gable e Eleanor Parker
- Band of Angels (1957), com Clark Gable, Yvonne De Carlo e Sidney Poitier
- The Sheriff of Fractured Jaw (1958)
- The Naked and the Dead (1958), com Cliff Robertson, baseado no romance de Norman Mailer
- Esther and the King (1960)
- Marines, Let's Go (1961)
- A Distant Trumpet (1964), último filme

Walsh substituiu o realizador Bretaigne Windust, que ficou gravemente doente, no "The Enforcer" e filmou metade do filme, mas recusou-se a obter créditos no ecrã.